# Барска река
Барска река је река дужине 6km, са сливом површине 11,5km², чије се извориште формира у подножју врхова средишњег масива Копаоника: Високог дела (1.632 м.н.в), Сувог јелака (1.662 м.н.в.) и Чукаре (1.525 м.н.в.). Одводњава цетралне делове Копаоника ка западу-југозападу.
На свом току прима бројне али слабе периодске и сталне притоке: Јастребачки поток (десна притока) и поток од извора Добре воде (лева притока). При наиласку на Орловац (1.124 м.н.в.), код рудника гвожђа на Сувој руди, Барска река лактасто скреће ка југу. Између Орловца са десне и Градине (990 м.н.в.) са леве долинске стране усеца 4,5km дугачку клисуру. Са Лисинском реком испод Змијњака, Барска река гради Рудничку реку, па се клисура, иако целина, одатле назива клисура Рудничке реке. Клисура је симетричног профила са стрмим странама. Десна страна клисуре је огољена падина избраздана јаругама, позната као рђава земља. Дубина клисуре досеже до 250m, укупна дужина (клисура Барске и клисура Рудничке реке) износи 4,5km.

## Излетиште „Барска река”
Излетиште „Барска река” налази се на десној страни ове реке, у равном делу Копаоника. Сврстава се у омиљена излетишта овог простора. Локалитет Барска река обухвата површину од 89,92hа. Највећу атракцију локалитета представља импресиван водопад у кањону Барске реке на 915 м.н.в. који је иначе неприступачан. Разноликост и богатство вегетације и животињског света чини ово излетиште још интересантнијим.